# Absturz eines Lastenseglers am 1. August 1943 in St. Louis
Beim Absturz eines Lastenseglers des Typs Waco CG-4A kamen am 1. August 1943 während einer Flugshow auf dem Lambert St. Louis Flying Field alle zehn Insassen ums Leben. 

## Unfallhergang
Die von der in St. Louis ansässigen Robertson Aircraft Corporation in Lizenz gefertigte Waco CG-4A sollte im Rahmen eines öffentlichen Flugtages auf dem Lambert Field den etwa 5000 Besuchern vorgeführt werden. Der werksneue Lastensegler hatte zuvor einen Testflug absolviert, der problemlos verlaufen war. Neben zwei Militärpiloten befanden sich acht VIP-Gäste an Bord, darunter der Bürgermeister von St. Louis, William Dee Becker, sowie der Gründer und Vorsitzende der Robertson Aircraft Corporation, William B. Robertson.
Beim Demonstrationsflug wurde die Waco CG-4 von einer Douglas DC-3 auf eine Flughöhe von rund 600 Metern (2000 Fuß) geschleppt. Unmittelbar nachdem die Piloten die Kabelverbindung zum Schleppflugzeug getrennt hatten, knickte die rechte Tragfläche nach oben weg und löste sich vom Rumpf. Der Lastensegler stürzte daraufhin senkrecht ab. Beim Aufschlag kamen alle zehn Insassen ums Leben.
Ursächlich für das Abreißen der Tragfläche war der Bruch der Aufnahme des Bolzens, mit dem die seitliche Verstrebung am Rumpf befestigt war. Das vom Zulieferer Gardner Metal Products Co. des Flugzeugherstellers gefertigte Auge der Verstrebung war entgegen der Konstruktionsvorgaben zu gering dimensioniert und hielt daher der Belastung nicht stand.